# NGC 1808
NGC 1808 är en stavgalax i stjärnbilden Duvan. Den upptäcktes den 20 maj 1826 av James Dunlop. 